# تدريب غشائيات الأجنحة

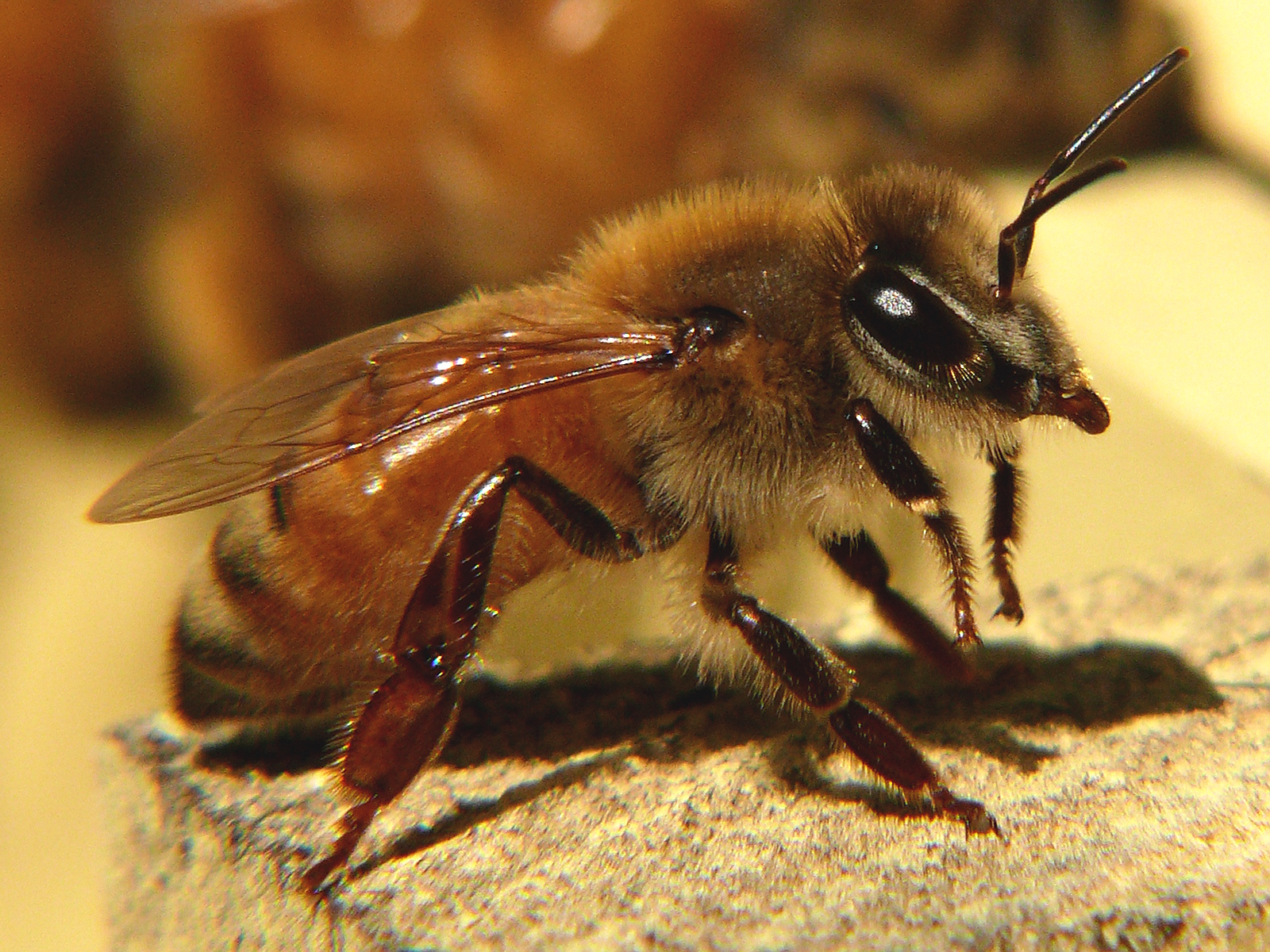
النحلة الإيطالية التي استخدمت لتلقيح المحاصيل لأكثر من 150 سنة.

يمكن تدريب الحشرات غشائيات الأجنحة لأداء مجموعة متنوعة من المهام. وقد ثبت أن الحواس الشمية لدى النحل والدبابير خاصة أنها تنافس قدرات الكلاب البوليسية. وقد تم تدريب النحل والدبابير للكشف عن مواد مثل المواد المتفجرة أو المخدرات غير المشروعة، فضلا عن بعض الأمراض التي تصيب الإنسان والنبات

## الذكاء
إخصائي السلوك كارل فون فريش كرس الكثير من حياته لدراسة التصورات الحسية لدى نحل العسل وكان واحدا من أوائل الناس الذين ترجم معنى الرقصة الاهتزازية. دراساته تظهر أن النحل يستطيع العد إلى خمسة ولديهم القدرة للتدرب لزيارة مراكز تغذية محددة في أوقات معينة من اليوم.

## التلقيح
وهو أن يتم توظيف العديد من أنواع غشائية الأجنحة في الزراعة. وتستخدم لتلقيح طائفة واسعة من المحاصيل. وقد استخدم نحل العسل الأوروبي ونحل العسل الإيطالي لأكثر من 150 سنة لتلقيح المحاصيل والقطن والبرسيم وينظر إليها باعتبارها جزء لا يتجزء من صناعات لحوم البقر ومنتجات الألبان.

## الكشف عن الرائحة
ويتم تدريب النحل والدبابير باستخدام الإشراط الكلاسيكي بالتعرض لرائحة معينة ومكافأته بمحلول السكر. في غضون خمس دقائق يتعلمون الربط بين الرائحة وتوفير المواد الغذائية، وهذا يسبب في تمدد الخرطوم كرد فعل. وقد ثبت أن غشائيات الأجنحة المدربة قد كشفت عن المواد المتفجرة بما في ذلك مادة التي إن تي تي إن تي و السيمتكس و c-4 وكذلك البارود والوقود الدفعي. في غضون خمس دقائق يتعلمون الربط بين الرائحة وتوفير المواد الغذائية، وهذا يسبب في تمدد الخرطوم كرد فعل. يمكن تدريب الدبابير للكشف عن العلامات المبكرة للمرض الفطري في المحاصيل. ويمكنها أيضا تحديد الأشخاص المصابين بالسرطان فقط من خلال التعرض لأنفاسهم. وقد تبين أن النحل يستطيع الكشف والاستجابة لأكثر من 60 رائحة مختلفة بما في ذلك اليورانيوم والميثامفيتامين والسل. وقد تم استخدامه للكشف عن سرطان الرئة وسرطان الجلد، والسكري ، وتأكيد الحمل. وقد بنى الباحثون في جامعة جورجيا جهاز يدعى الدبور الكلب والذي يحتوي على الدبور الطفيلي Microplitis croceipes. الحشرات عادة تمشي حول الأنابيب البلاستيكية حين تعيش ولكن تبدأ في الهجرة نحو مصدر رائحة قد تم تدريبها للتعرف عليها. ويتم تتبع هذه الحركات من قبل جهاز الحاسوب مع كاميرات صغيرة داخل جهاز إرسال صور للمعالجة. في غضون 30 ثانية من بداية تجمع الدبابير بالقرب من مصدر الرائحة يتم إطلاق إنذار.